# Roller derby

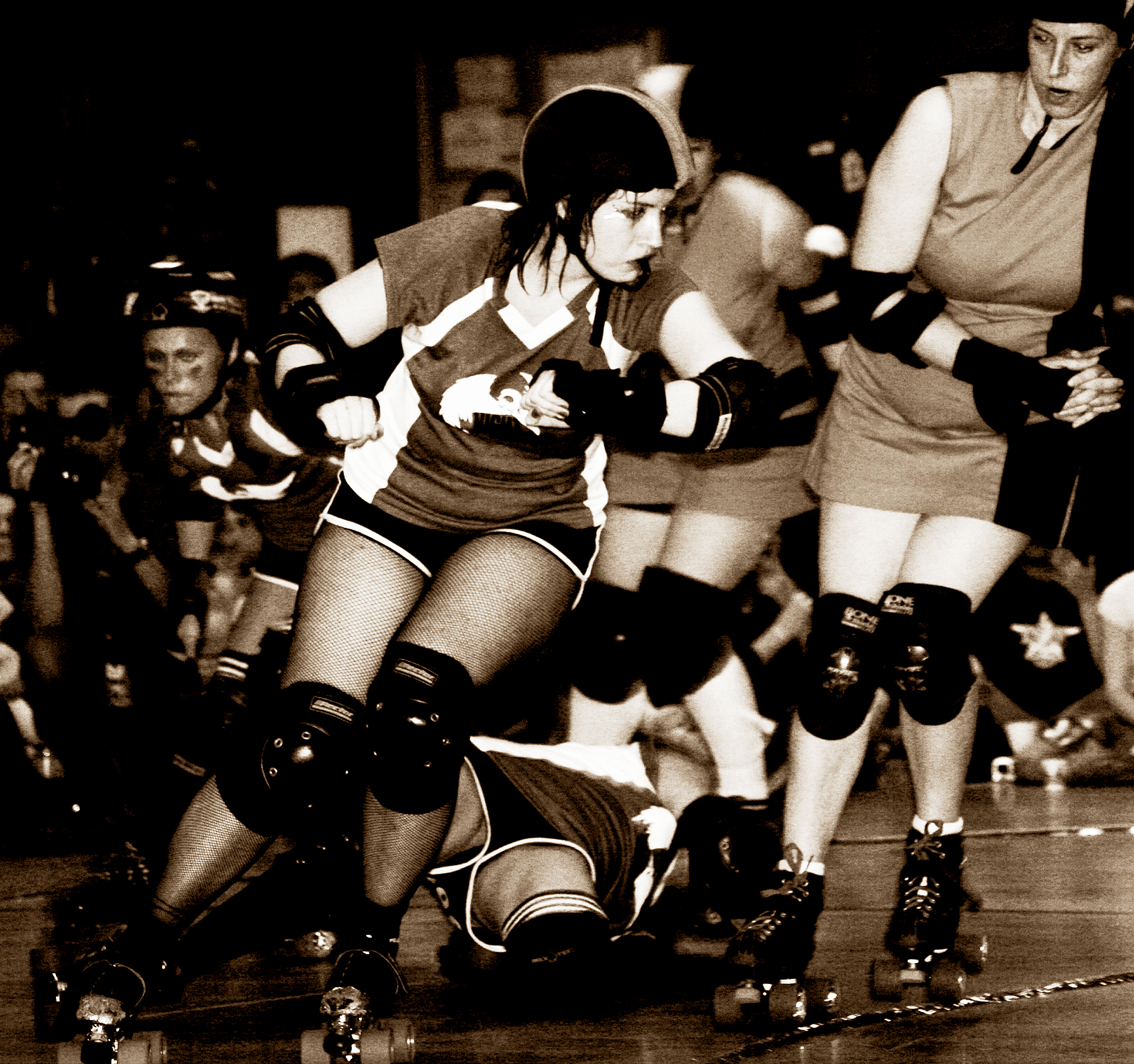
Charm City Roller Girls (Baltimore, Maryland)

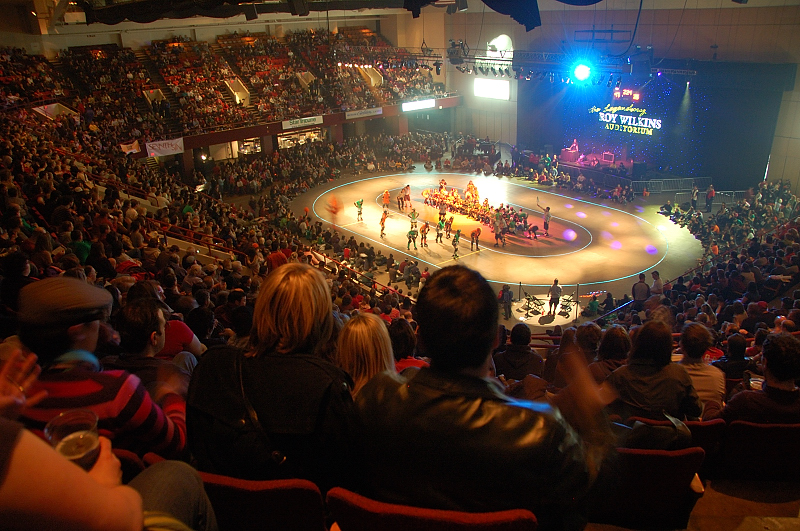
Över 3700 fanns i publiken på premiären av 2007 års säsong i Minnesota

Roller derby är en fullkontaktsport som utövas på rullskridskor. Sporten går ut på att utövarna, uppdelade i två lag, kör på en oval inomhusbana och poäng delas ut till en spelare (jammern, märkt med en stjärna på hjälmen) som kör förbi varje medlem (blockers) av motståndarlaget. Blockers uppgift är att blockera vägen för motståndarlagets jammer och hjälpa sin egen jammer att lättare komma förbi. Detta görs med hjälp av olika strategier. Laget med flest poäng vid matchens slut har vunnit.
Roller derby utvecklades i USA under 1930-talet och var ursprungligen en underhållningssport. På den tiden spelade både damer och herrar. På 1970-talet dog sporten ut för att på 2000-talet återuppstå, denna gång som en underground/gör-det-själv-rörelse med främst kvinnliga utövare.

## Spelet
Roller derby körs på en oval, platt inomhusbana. En match varar i sammanlagt 60 minuter och är indelat i två 30-minutersperioder. Perioderna är i sin tur indelade i flera jams som kan vara i max två minuter och med 30 sekunders paus emellan.
Lagen består av upp till 14 spelare vardera. Tio stycken är på banan samtidigt, fyra blockers och en jammer ur varje lag. Byten får göras mellan jams. En blocker kan ha rollen som pivot, närmst jämförbar med en quarterback i amerikansk fotboll, och har vissa privilegier. Pivot utmärks med en rand längs hjälmen och jammern med en stjärna.
Varje jam börjar med att blockers startar i en klunga (kallat pack) bakom den främre startlinjen på banan. Jammers startposition är vid den bakre startlinjen, direkt bakom klungan. Alla startar samtidigt på domarens visselsignal.  Jammerns första uppgift är att försöka tränga sig genom klungan. Blockerns uppgift är att försöka hjälpa fram sin egen jammer genom klungan och samtidigt förhindra motståndarens jammer att ta sig genom. Detta får göras genom tacklingar enligt vissa regler. Den jammer som först lyckas ta sig genom motståndarnas blockers utan att straffas för något regelbrott kallas lead jammer och har rätt att när som helst avbryta jammen genom att placera sina händer på höfterna. De båda jamrarna ska nu snabbt köra ikapp klungan igen varefter poängräkningen börjar. Jammern ska nu försöka ta sig förbi så många motståndarblockers som möjligt. Varje regelenligt omkörd motståndarblocker ger en poäng. När lead jammern markerar med händerna på höfterna eller när två minuter gått, är jammet slut.
Kring banan finns sju domare, även de på rullskridskor, med olika roller. Fem håller koll på klungan och två följer varsin jammer för att räkna poäng. 

## Utbredning i världen
Roller derbys högsta instans är förbundet Women's Flat Track Derby Association (WFTDA), med 418 fullvärdiga medlemsligor, vid juli månad 2018. Förbundet grundades 2004 och har kontrollen över sporten i fem nationer. I USA regleras sporten för spelare under 18 år av "Junior Roller Derby Association", med vissa ändringar i WFTDA:s regelverk. 
Utanför USA ingår roller derby som regel i ländernas skridskoförbund:
- Skate Australia kontrollerar sporten i Australien.
- British Roller Sports Federation kontrollerar United Kingdom Roller Derby Association i Storbritannien.
- Roller Sports Canada kontrollerar Roller Derby Association of Canada i Kanada.

I Europa fick sporten sitt erkännande som en legitim sport genom Federation Internationale de Roller Sports (FIRS) i Paris 2010. FIRS rapporterar direkt till Internationella olympiska kommittén
Det första världsmästerskapet i roller derby ägde rum i Toronto, Kanada, i december 2011.

## Roller derby i Sverige
Roller derby har spelats i Sverige sedan 2007, när Stockholm Roller Derby startade som landets första roller derby-liga. Sporten blev medlem i Svenska Skridsko-, Kälk- och Rullidrottsförbundet och Riksidrottsförbundet 2011. Idag finns det ett trettiotal medlemsligor i Sverige, varav tolv spelar i det svenska seriespelet. (Liga är inom roller derby en gängse benämning på det som i andra sporter kallas klubb.) Seriespelet består sedan säsongen 2017/2018 av tre divisioner, Elitserien, Division 1 och Division 2. I Elitserien spelar fyra lag, I Division 1 spelar fyra lag och i Division 2 spelar fem lag. Det första svenska mästerskapet i roller derby spelades under SM-veckan 2013 i Halmstad med åtta deltagande lag. 2023 spelades SM i roller derby av de sex högst rankade lagen enligt Flat Track Stats Women Europe Rankings.
Under säsongen 2023/2024 spelar Gothenburg roller derby, Stockholm roller derby BSTRDs, Luleå roller derby och Sundsvall Demolition Rollers i Elitserien.
I Division 1 spelar Crime City Rollers B, Stockholm roller derby C-stars, Västerås Roller Derby och Helltown Hellcats.
I Division 2 spelar Norrland United, Nerike Knockouts, Royal Monkeys, Schlätt United och Vandals & Sirens.
Hösten 2017 arrangerades för första gången en playoff-turnering utanför Nordamerika. Som värd stod Crime City Rollers. De svenska lag som deltog var Crime City Rollers och Stockholm Roller derby, de slutade fjärde respektive sjunde plats, av de tolv lag som deltog. Segrade gjorde Gotham Roller Girls efter ha besegrat Denver i finalen. 
Sedan 2012 anordnas årligen Malmö Roller Derby Festival med workshopar och tävlingar på den permanenta utomhusbanan i Stapelbäddsparken i Malmö.
2018 deltog Team Sweden i Roller Derby World Cup i Manchester, och slutade på sjunde plats. 
2023 tävlade Sveriges juniorlandslag i Junior-VM i Frankrike och kom på andra plats efter USA.